# الفساد السياسي في المجتمعات العربية والإسلامية (كتاب)
الفساد السياسي في المجتمعات العربية والإسلامية (أزمة الشورى) هو كتاب لمحمد الغزالي.
يقع الكتاب في 142 صفحة.

## فهرس الكتاب
- مقدمة
- الباب الأول
- الباب الثاني

## هوامش
1. ↑  http://www.nahdetmisr.com/nahdetmisr/search.aspx?q=%u0627%u0644%u0627%u0633%u062a%u0639%u0645%u0627%u0631+%u0623%u062d%u0642%u0627%u062f+%u0648%u0623%u0637%u0645%u0627%u0639&type=1&cat1=True&cat2=False%5Bوصلة+مكسورة%5D